# Adelaide Hautval
Adélaïde Haas Hautval (Le Hohwald, 1º gennaio 1906 – Groslay, 12 ottobre 1988) è stata un medico e psichiatra francese, che fu imprigionata nel campo di concentramento di Auschwitz, dove fornì cure mediche ai prigionieri ebrei e si rifiutò di collaborare con la sperimentazione medica nazista. È stata nominata Giusta tra le Nazioni nel 1965..

## Biografia

### Primi anni
Hautval è nata nel 1906 a Le Hohwald, era la più giovane di sette figli, nati da un padre pastore protestante. Ha studiato medicina all'Università di Strasburgo, specializzandosi in psichiatria presso varie strutture psichiatriche in Francia e Svizzera. Nel 1938 tornò a Le Hohwald, per lavorare in una struttura per bambini portatori di handicap e nel 1940, quando iniziò l'occupazione tedesca della Francia, lavorava in una clinica nel sud-ovest della Francia.

### Arresto e detenzione
Dopo aver appreso della morte di sua madre a Parigi nel 1942, Hautval chiese il permesso di recarsi nella Parigi occupata dai nazisti per partecipare al funerale di sua madre. Quando la sua richiesta è stata respinta, ha scelto di attraversare illegalmente la zona tedesca; fu arrestata e imprigionata a Bourges con alcuni prigionieri ebrei. Ha ripetutamente difeso i prigionieri ebrei nei confronti della Gestapo, anche portando un cartello appuntato sui vestiti con la scritta "amica degli ebrei" alla maniera dei distintivi gialli indossati dai prigionieri ebrei.
Fu trasferita in diversi campi di transito per deportati ebrei, passando per il campo di internamento di Pithiviers, il campo di internamento di Beaune-la-Rolande e Fort de Romainville prima di arrivare al campo di concentramento di Auschwitz nel gennaio 1943 con altre 230 prigioniere politiche francesi, in quello che divenne noto come Convoi des 31000 .
Ad Auschwitz, il primario Eduard Wirths chiese ad Hautval di esercitare la ginecologia; lei acconsentì fino a quando non scoprì che venivano eseguiti esperimenti medici su donne ebree con l'intenzione di sterilizzarle attraverso l'uso di raggi X o tramite la rimozione chirurgica delle ovaie. Nella sua caserma, era conosciuta come "la santa", in virtù delle cure mediche che forniva in segreto ai prigionieri ebrei. Fu trasferita nel campo di concentramento di Ravensbrück nell'agosto 1944, dove rimase fino alla sua liberazione da parte degli Alleati nell'aprile 1945.

### Nel dopoguerra
Dopo essere stata liberata da Ravensbrück, Hautval tornò al suo studio medico in Francia. Ha fornito delle prove nel processo per diffamazione Dering vs Uris del 1964, in cui Wladislaw Dering ha citato in giudizio il romanziere Leon Uris per averlo nominato come uno dei medici che eseguivano esperimenti medici ad Auschwitz. Mentre Dering sosteneva che i medici che si fossero rifiutati di conformarsi agli esperimenti nazisti sarebbero stati uccisi, Hautval ha testimoniato di aver rifiutato gli ordini dei funzionari di Auschwitz ed era ancora sopravvissuta. Il giudice britannico che presiedette il processo, il giudice Frederick Lawton, ha descritto Hautval come "forse una delle donne più imponenti e coraggiose che abbiano mai testimoniato nei tribunali di questo paese".
Nel 1965, è stata onorata da Yad Vashem tra i Giusti tra le Nazioni. Morì suicida nel 1988 dopo la diagnosi di malattia di Parkinson.

## Eredità
Le sue memorie, che aveva completato nel 1987, furono pubblicate postume nel 1991 con il titolo Médecine et crimes contre l'humanité. Nel 1993, le è stata intitolata la strada di fronte alle cliniche mediche dell'Università di Strasburgo. Nel 2015, le è stato dedicato in sua memoria l'Hôpital Adélaïde-Hautval di Parigi.